# Dolores San Martín San José
Dolores San Martín San José (Brañuelas, León, 16 de marzo de 1951) es una activista española que trabaja por los derechos de las personas mayores. En 2024 fue nombrada presidenta honorífica de la Federación de Asociaciones de Mayores del Principado de Asturias (FAMPA). Fue reconocida con la Medalla de Asturias, la máxima condecoración de la región.

## Trayectoria
Nació en León y con apenas cinco años se trasladó a vivir a Asturias a causa del trabajo de su padre. Desde entonces se estableció en Oviedo junto a sus hermanos y sus padres. Estudió en el colegio La Gesta, en el instituto femenino y comenzó a trabajar en el sector textil y de la confección. Se incorporó a la Federación de Asociaciones de Mayores del Principado de Asturias tras su creación en 1992. Se trata de un órgano que integra a 90 asociaciones que representan a más de 60.000 personas mayores en Asturias. La FAMPA está confederada en la Confederación Nacional de Jubilados y Pensionistas de España.
Dolores San Martín presidió la Federación de Asociaciones de Mayores del Principado de Asturias desde 2008 y hasta 2024 cuando presentó su dimisión. La directiva de la federación nombró como sustituto a Cesáreo Marqués Valle, presidente de la Asociación de Mayores de Cudillero. En mayo de 2024 fue nombrada presidenta de honor de la entidad.

## Reconocimientos
En 2010 fue reconocida con el premio "Lámpara de mina" que otorga la Asociación de jubilados y pensionistas El Costeru de La Camocha, en Gijón y que reconoce la labor de personas o entidades regionales de especial relevancia social.
En septiembre de 2024, recibió un homenaje de la FAMPA en el que se instaló un placa conmemorativa y al que asistió el presidente del Principado de Asturias, Adrián Barbón. En 2025 fue reconocida por el Gobierno del Principado de Asturias con la Medalla de Asturias, la máxima condecoración de la región en reconocimiento a su labor en la promoción de los derechos de las personas mayores, por favorecer su participación en los ámbitos sociales y por su colaboración las estrategias autonómicas de importancia para lograr una longevidad saludable.  En la misma edición del certamen fueron reconocidos también el ex presidente del Principado de Asturias Antonio Trevín, el fundador del Foro Comunicación y Escuela Luis Felipe Fernández y el profesor de la Universidad de Oviedo y promotor de la cultura sidrera a patrimonio de la humanidad, Luis Benito García.